# Teen (revista)
Teen foi uma revista semestral destinada ao público adolescente, tratando de temas como beleza, moda e entretenimento. Situada em Santa Mônia, Califórnia, pertenceu à editora Hearst Corporation e teve sua primeira edição publicada em 1 de novembro de 1954, com seu encerramento ocorrendo no início de 2008 ao mesmo tempo da Cosmogirl, tendo seus domínios transferidos para a Seventeen, direcionada ao mesmo público. Ao longo de sua história, homenageava os melhores artistas direcionados ao mercado adolescente, instalando o Teen Entertainment Awards, onde eleitores eram convidados à escolherem seus favoritos anualmente.